# 羅西鎮區 (阿肯色州獨立縣)
羅西鎮區（英語：Rosie Township）是位於美國阿肯色州獨立縣的一個行政鎮區。

## 地方資料
羅西鎮區的面積為58.10平方千米，當中陸地面積為57.01平方千米，而水域面積為0.09平方千米。根據2010年美國人口普查的數據，當地共有人口585人，而人口密度為每平方千米10.07人。